# Strand Palace Hotel
Lo Strand Palace Hotel è un grande albergo sul lato nord dello Strand a Londra, posizionato vicino a Covent Garden, Aldwych, Trafalgar Square e al fiume Tamigi.

## Storia
L'hotel venne costruito dopo la demolizione di Exeter Hall nel 1907 e aperto nel 1909. Negli anni 1930 venne ristrutturato in stile Art déco ma ora è stato modernizzato.
Il 31 ottobre 1907 venne costituita la Strand Hotel Limited con circa 4.000 azionisti. Creata dalle famiglie Salmon e Gluckstein, fu istituita per finanziare la costruzione dello Strand Palace Hotel. J. Lyons &amp; Co. acquisì quote di questa impresa nel 1922 e acquistò anche l'adiacente hotel della famiglia Haxells per espandere e migliorare lo Strand Hotel.
Dopo un'ampia ristrutturazione, l'hotel divenne una vetrina in stile art déco e riaprì nel 1928, con 980 camere. Lo stesso anno, vennero apportati alcuni cambiamenti non così importanti. Nella sala caldaie vennero installate due caldaie a vapore a carbone usate, recuperate dalle corazzate della prima guerra mondiale. Il retro della proprietà era occupato dal Winter Garden Restaurant, che aveva un grande soffitto a cupola e poteva ospitare oltre 500 persone, servite da oltre 100 dipendenti. Grazie al gran numero di camere da letto, l'hotel divenne popolare tra le forze americane prima che entrassero in azione durante la seconda guerra mondiale. In effetti, l'hotel venne commissionato come residenza ufficiale per il riposo e il recupero del personale militare degli Stati Uniti.
Ancora una volta, l'hotel divenne un luogo sociale importante, visto che i londinesi e i soldati statunitensi, stanchi della guerra, si divertivano fino a notte fonda.
Dopo la guerra, all'hotel vennero apportati diversi miglioramenti. Nel 1958 vennero costruiti bagni privati in tutte le camere; ciò ridusse il numero complessivo delle camere a 786. I nuovi servizi igienici resero necessaria l'installazione di caldaie a gasolio per far fronte alla richiesta di acqua calda.
Nel 1968, la hall e i ristoranti al piano terra, incluso il Winter Garden, furono ridisegnati e fu installato il primo sistema di fatturazione computerizzato a Londra. Le porte girevoli e altre parti del foyer, progettate da Oliver Bernard, vennero rimosse ma erano di tale qualità e interesse storico che i curatori del Victoria and Albert Museum le richiesero per la loro collezione nel 1969. I pezzi vennero smontati e conservati nel deposito di Battersea del museo. Le porte sono state esposte nel 2003 nella grande mostra del museo "Art Deco: 1910-1939", dopo la ricostruzione.

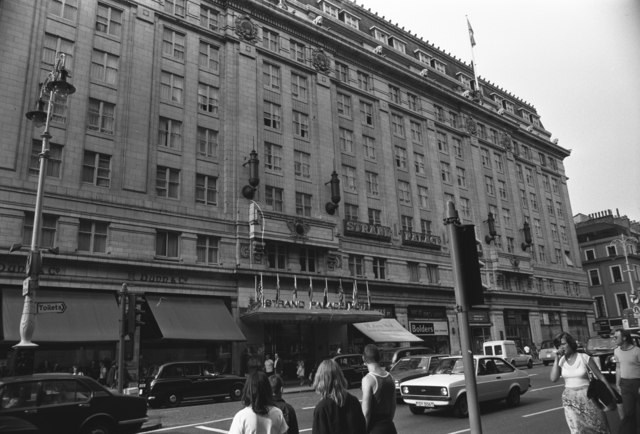
L'hotel Strand Palace fotografato il 25 agosto 1981

Nel 1976, Forte prese in affitto lo Strand Palace Hotel dal Lyons Hotel Group. Nel corso dei dieci anni successivi, l'hotel è stato sottoposto a piccoli lavori di ristrutturazione. Nel 1985 è stata intrapresa una ristrutturazione più importante su tutti i piani del nuovo hotel; ciò ha comportato l'inserimento di nuovi mobili, rinnovamento dei bagni e una ristrutturazione delle camere da letto.
London e Regional Properties hanno rilevato l'hotel nel 2006 e incaricato Michael Gallie di fornire una planimetria aggiornata, i prospetti esterni e gran parte dell'area di riferimento, contribuendo a ciò che l'hotel è oggi.